# 髙宮咲
髙宮 咲（たかみや さき、1992年10月13日 - ）は、東京都出身のハンドボール選手。日本ハンドボールリーグのHC名古屋所属。

## 経歴
文化学園大学杉並高等学校時代は2008年に日本代表U-16に選出。
高校卒業後は大阪教育大学へ進学。2011年に第11回女子ジュニアアジア選手権の日本代表に選ばれた。
2012年は第18回女子ジュニア世界選手権の日本代表U-20に選出。
2014年は第2回U-22東アジア選手権の日本代表に選出された。
2015年に日本ハンドボールリーグのHC名古屋へ加入。背番号は「14」。2015-16年シーズンはチームトップの36得点（リーグ14位）を記録した。
2016-17年シーズンから背番号を「9」へ変更。チームトップの60得点（リーグ12位）を挙げた。
2017年はジャパンカップのJHL選抜に選ばれた。
2018年6月にジャパンカップの日本代表に選出。

## 詳細情報

### 年度別成績
| 年       | チーム   | 試合 | フィールド 得点 | 率   | 7m    | 合計    | 警告 | 退場 | 失格 |
| -------- | -------- | ---- | --------------- | ---- | ----- | ------- | ---- | ---- | ---- |
| 2015-16  | HC名古屋 | 12   | 24/74           | .324 | 12/16 | 36/90   | 1    | 0    | 0    |
| 2016-17  | HC名古屋 | 18   | 45/107          | .421 | 15/16 | 60/123  | 2    | 2    | 0    |
| 2017-18  | HC名古屋 | 24   | 66/168          | .393 | 27/34 | 93/202  | 5    | 1    | 0    |
| 2018-19  | HC名古屋 | 5    | 12/31           | .387 | 7/7   | 19/38   | 0    | 0    | 0    |
| JHL：4年 | JHL：4年 | 59   | 147/380         | .387 | 61/73 | 208/453 | 8    | 3    | 0    |

- 各年度の太字はリーグ最高

### 記録

#### 日本ハンドボールリーグ
- フィールドゴール初得点：2016年1月9日、対広島メイプルレッズ戦（ブラザー体育館）[11]
- 7mスロー初得点：同上
- 通算200得点：2018年10月8日、対大阪ラヴィッツ戦（田辺中央体育館）[12]

### 背番号
- 14 (2015年 - 2016年)
- 9 (2016年 - )

## 代表歴

### 日本代表
- ジャパンカップ (2018年)
- おりひめJAPAN トライアルゲームズ (2018年)

### 日本代表U-22
- U-22東アジア選手権 (2014年)

### 日本代表U-20
- ジュニア世界選手権 (2012年)
- ジュニアアジア選手権 (2011年)

### 日本代表U-16
- 日韓スポーツ交流 (2008年)